# Malá Víska
Pour les articles homonymes, voir Víska.
Malá Víska (en allemand : Klein Dörfel) est une commune du district de Beroun, dans la région de Bohême-Centrale, en République tchèque. Sa population s'élevait à 107 habitants en 2020.

## Géographie
Malá Víska se trouve à 12 km au sud de Žebrák, à 27 km au sud-ouest de Beroun et à 53 km au sud-ouest de Prague.
La commune est limitée par Chaloupky au nord, par la zone militaire de Brdy à l'est, au sud et au sud-ouest, et par Zaječov et Komárov à l'ouest.

## Histoire
La première mention écrite de la localité date de 1520.